# TX Гончих Псов
TX Гончих Псов (лат. TX Canum Venaticorum) — двойная катаклизмическая симбиотическая переменная звезда типа Z Андромеды (ZAND)*** в созвездии Гончих Псов на расстоянии (вычисленном из значения параллакса) приблизительно 8505 световых лет (около 2608 парсек) от Солнца. Визуальная звёздная величина звезды — от +10,5m до +9m. Орбитальный период — около 199 суток.
Открыта Чарльзом Р. Коули в 1956 году*.

## Характеристики
Первый компонент — бело-голубая звезда спектрального класса B1-B9Veq. Масса — около 0,425 солнечной, светимость — около 37 солнечных. Эффективная температура — около 17000 К*.
Второй компонент — красно-оранжевый гигант спектрального класса K0III-M4, или K5III, или K5, или K, или M0III. Радиус — около 50,92 солнечного, светимость — около 1202,772 солнечной. Эффективная температура — около 4764 К.